# Rover (singolo)
Rover è un singolo del rapper britannico S1mba, pubblicato il 4 marzo 2020.

## Descrizione
La canzone, che vede la partecipazione del rapper britannico DTG, ha iniziato a ricevere popolarità nella primavera 2020 dopo essere diventata virale su TikTok.

## Video musicale
Il video musicale è stato reso disponibile tramite YouTube il 15 novembre 2019.

## Tracce
Testi e musiche di Ayodeji Araoye, Leonard Simbarashe Rwodzi e Tyler Hotston.
Download digitale
1. Rover (feat. DTG) – 2:47

Download digitale – Remix
1. Rover (Remix) (feat. Poundz, ZieZie and Ivorian Doll) – 3:41

Download digitale – Joel Corry Remix
1. Rover (feat. DTG) (Joel Corry Remix) – 3:07

Download digitale
1. Rover (feat. Lil Tecca) – 2:46

Download digitale
1. Rover (feat. Piso 21) – 3:31

## Formazione
- S1mba – voce
- DTG – voce aggiuntiva
- Relyt – produzione, ingegneria del suono, mastering, missaggio, programmazione

## Classifiche

### Classifiche settimanali
| Classifica (2020-22) | Posizione massima |
| -------------------- | ----------------- |
| Australia            | 7                 |
| Belgio (Fiandre)     | 52                |
| Belgio (Vallonia)    | 64                |
| Danimarca            | 6                 |
| Francia              | 150               |
| Irlanda              | 3                 |
| Lituania             | 92                |
| Nuova Zelanda        | 8                 |
| Paesi Bassi          | 14                |
| Portogallo           | 56                |
| Regno Unito          | 3                 |
| Svezia               | 24                |
| Svizzera             | 80                |

### Classifiche di fine anno
| Classifica (2020) | Posizione |
| ----------------- | --------- |
| Australia         | 45        |
| Danimarca         | 49        |
| Irlanda           | 26        |
| Nuova Zelanda     | 33        |
| Paesi Bassi       | 43        |
| Regno Unito       | 18        |